# Nastyness
Albums de Dee Nasty
D & D groove factory
(2000) underground forever
(2004)
Nastyness est le cinquième album de Dee Nasty.

## Liste des titres
1. I Give You All (Intro)
2. Hip Hop Tradition (In Action) avec Kalash et Solo
3. Bum Rush avec Dynamax
4. Playa Hata (Interlude)
5. Ding dong avec Octobre Rouge
6. Pirates (What The People Want) avec Scienz Of Life
7. J'ai tout avec Kaïna
8. Blazing Trails avec Apani
9. Space Is The Place (Interlude)
10. Je n'suis pas celui avec Saxo
11. Peace And Unity avec Dynamax, Grandmaster Caz
12. Juste un beat (Interlude)
13. The Looking Glass avec Antipop Consortium
14. La Poesia avec Kaïna
15. État de grace (Interlude)
16. La Jalousie avec 1.9 Killer
17. At Close Range avec Kombo
18. Au Fond De Toi avec Doudou Masta et SisDee
19. Scratch To The Funk (Interlude)
20. 3 Heures Pour Poser avec Saïan Supa Crew
21. Fandanga Dengue avec Miguel "Angá" Diaz
22. Zulu Forever (Electro Outro Finale)